# Ewald Jürgen Georg von Kleist
Ewald Jürgen Georg von Kleist (Wicewo, 10 giugno 1700 – Koszalin, 10 dicembre 1748) è stato uno scienziato tedesco, coinventore della bottiglia di Leida.
Von Kleist studiò diritto a Lipsia e a Leida.
Fu diacono della cattedrale di Kamień Pomorski dal 1722 al 1747 e divenne poi  presidente della corte reale di Koszalin.
Fu membro dell'Accademia delle scienze prussiana di Berlino.
Von Kleist inventò la bottiglia di Leida nel 1745 nel corso di alcuni esperimenti; l'invenzione fu così battezzata da Pieter van Musschenbroek, che la realizzò indipendentemente l'anno successivo.